# کیزگل‌دورن (تاش‌اوا)
کیزگل‌دورن (به لاتین: Kızgüldüren) یک منطقهٔ مسکونی در ترکیه است که در تاشوا واقع شده‌است.